# Волошиново
Волошиново (укр. Волошиново) — село в Старосамборской городской общине Самборского района Львовской области Украины.
Население по переписи 2001 года составляло 789 человек. Занимает площадь 17,2 км². Почтовый индекс — 82072. Телефонный код — 3238.

## Известные уроженцы
- Пирко, Василий Алексеевич